# Neville Bowles Chamberlain
Neville Bowles Chamberlain, né le 10 janvier 1820 – mort le 17 février 1902, est un général de l'Armée des Indes. Il s'illustra à la bataille de Ghazni au mois de juillet 1839 pendant la Première guerre anglo-afghane, à la Bataille de Maharajpur au mois de décembre 1843 pendant la Campagne de Gwalior, à la Bataille de Tchillianwala au mois de janvier 1849 et à la Bataille du Goudjarat au mois de février 1849 pendant la Seconde Guerre anglo-sikhe. Au cours de la Révolte des cipayes, il servit en tant qu’Adjutant-General de l'Armée des Indes et fut grièvement blessé au Siège de Delhi au mois de juillet 1857. Il fut promu commandant-en-chef de l’Armée de Madras en février 1876 et envoyé en mission auprès de l’émir d'Afghanistan, Sher Ali Khan, dont le refus de recevoir la délégation britannique va précipiter le déclenchement de la Seconde guerre anglo-afghane en novembre 1878.

## Carrière militaire

### L'engagement militaire
Chamberlain était le fils benjamin de Henry Chamberlain (1er baronnet), consul général britannique et chargé d'affaires à Rio de Janeiro, avec sa deuxième femme Anna Eugenia née Morgan. Son frère aîné, William Charles Chamberlain, fut amiral, et ses frères plus jeunes : Crawford Chamberlain, et Charles Francis Falcon Chamberlain, firent aussi une carrière d’officier.
Chamberlain commença une formation de cadet à l'Académie royale militaire de Woolwich mais en fut démis au bout d'une année et affecté avec le grade d'enseigne au régiment indigène d’Infanterie du Bengale le 24 février 1837. Il combattit à la bataille de Ghazni en juillet 1839 ainsi que dans d'autres engagements de la Première guerre anglo-afghane au cours desquels il reçut de multiples blessures,. Promu lieutenant le 16 juillet 1842, il fut versé dans le contingent du 1er régiment de Cavalerie du Shah Shuja et prit part à la marche de Kandahar à Kaboul au mois d'août 1842. Au cours de l'évacuation de Kaboul (1842), il fut de nouveau blessé à Landi Kotal en octobre 1842, et à Ali Masjid en novembre 1842. Il fut attaché à la garde personnelle du Gouverneur-Général en janvier 1843 et prit part à la bataille de Maharajpur en décembre 1843, au cours de la  Campagne de Gwalior.

### La révolte des Cipayes et ses conséquences
Chamberlain devint attaché militaire auprès du Gouverneur de Bombay à la fin de l'année 1846, fut promu commandant de brigade à l'Armée des cavaliers volontaires du Bengale en 1848. Il prit part à la Bataille de Tchillianwala au mois de Janvier 1849 et à la bataille du Goudjarat en février 1849 durant la Seconde guerre anglo-sikhe. Aide de camp du général de la division Sirhind en mai 1849, promu capitaine des fusiliers marins du 16e régiment indigène du Bengale le 1er novembre 1849, il obtint son brevet de commandant le 2 novembre 1849, fut nommé commissaire suppléant du District de Rawalpindi en décembre 1849 puis du District de Hazara en juin 1850. Promu lieutenant-colonel le 28 novembre 1854, il reçut le commandement de l'Armée des Frontaliers du Penjab et mena plusieurs expéditions contre les tribus de la frontière. Au cours de la Révolte des Cipayes, il servit comme Adjutant-General de l'armée des Indes et fut grièvement blessé au Siège de Delhi au mois de juillet 1857. Ces exploits lui valurent d'être admis Compagnon de l'Ordre du Bain le 11 novembre 1857 et promu colonel le 27 novembre 1857.

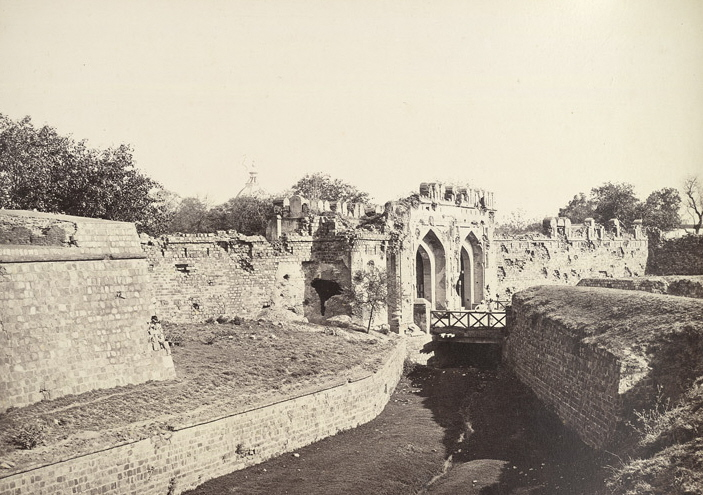
Ruines à l'issue du siège meurtrier de Delhi, au cours duquel Chamberlain fut grièvement blessé.

Chamberlain reprit ensuite le commandement des Frontaliers du Punjab (1858), à la tête duquel il mena la Campagne d'Ambela en novembre 1863.

### Reconnaissance de la Couronne
Élevé au rang de chevalier de l'Ordre du Bain le 11 avril 1863, il retrouva le Royaume-Uni et fut promu au grade de major-general en reconnaissance de ses états de service le 5 août 1864. Il fut élevé au rang de chevalier de l’Ordre de l'Étoile d'Inde le 24 mai 1866 et obtint le privilège d'accompagner le duc d’Édimbourg pour son voyage officiel aux Indes en 1869. Il fut promu lieutenant-général le 1er mai 1872,, et élevé au rang de Grand Commandeur de l’Ordre de l'Étoile d'Inde le 24 mai 1873, et de chevalier Grand Croix de l'Ordre du Bain le 28 mai 1875.

### Retour aux Indes et retraite
Chamberlain fut nommé général-en-chef de l’Armée de Madras en février 1876 et, promu général d'armée le 1er octobre 1877, fut envoyé en mission auprès de l'émir d'Afghanistan, Sher Ali Khan, dont le refus de recevoir la délégation britannique va précipiter le déclenchement de la Seconde guerre anglo-afghane en novembre 1878. Chamberlain était membre du Conseil Législatif de Madras et, durant plusieurs mois, fut conseiller militaire du Gouverneur général des Indes. Il quitta l'Inde au mois de février 1881 et se retira dans sa propriété de Lordswood près de Southampton en février 1886.
De sa retraite, Chamberlain s'imposa comme un membre actif du consistoire de l’Église Unitarienne de Southampton. Il reçut la distinction suprême de field marshal le 25 avril 1900, et mourut dans son domaine de Lordswood le 17 février 1902 et fut inhumé à Rownhams non loin de Southampton.